# Nafissath Radji
Pour les articles homonymes, voir Radji.
Nafissath Abèkè Radji est une nageuse béninoise née le 2 août 2002 à Porto-Novo.
Spécialiste des épreuves de nage libre, elle est porte-drapeau de la délégation béninoise aux Jeux olympiques d'été de 2020 à Tokyo.
Elle réside à Dakar au Sénégal.

## Biographie
Nafissath Radji est née le 2 août 2002 à Porto-Novo, la capitale du Bénin.
En juillet 2017, elle participe aux Championnats du monde à Budapest en Hongrie avec Ablam Awoussou. Elle réalise une performance de 32 s 53. Début octobre, elle remporte les huit courses auxquelles elle prend part au championnat des jeunes de Dakar où elle réside et s'entraine au club BCEAO. À la fin du mois, elle rapporte dix médailles du Championnat d’Afrique junior (zone 2) de natation à Lagos dont deux en or en 50 et 100 m dos,.
En 2018, elle bat le record du Bénin du 50 m brasse aux Championnats du monde de natation en bassin de 25 m à Hangzhou en Chine avec un chrono de 41 s 13. Au mois d'octobre, elle participe à la troisième édition des Jeux olympiques de la jeunesse à Buenos Aires en 50 m nage dos crawlé. Elle ne parvient pas à sortir des séries mais améliore son record personnel. 
En 2019, elle représente le Bénin aux Jeux africains à Rabat, au Maroc.
Nafissath Radji est désignée porte-drapeau de la délégation béninoise aux Jeux olympiques d'été de 2020 à Tokyo avec le rameur Privel Hinkati. Son chrono de 29 s 99 ne lui permet pas de sortir des séries,.